# Джансу Дере
Джансу Дере (на турски: Cansu Dere) е турска актриса и модел.

## Биография
Джансу Дере е родена на 14 октомври 1980 година в град Анкара, Турция. Отраства в семейство на гръцки и български емигранти. Когато е съвсем малка, се премества с близките си в Измир. Актрисата споделя, че дните в егейския град са били най-щастливите в живота ѝ, въпреки че често се налагало да остава сама. Родителите ѝ работят много и младото момиче се обръща към богата библиотека в дома. Започва да чете разнообразна литература, като силно впечатление ѝ правят руските класици. Любимия писател ѝ е Достоевски. Джансу проявява особен интерес и към историята.
Средното си образование получава в Измир, по-късно завършва „археология“ в Истанбулския университет, но няма нито ден стаж по специалността си. Въпреки това, Джансу споделя, че историята и археологията винаги ще останат в сърцето ѝ. По време на следването си Дере печели университетски конкурс по красота. Този успех ѝ дава мотивация да се яви на „Мис Турция“ 2000, където става една от подгласничките. След конкурса стартира кариерата ѝ на професионален модел. Взима участие в много фотосесии и модни дефилета във Франция, Италия и Турция. По същото време Джансу започва да се снима в телевизията. Изявява се като водеща в редица музикални, модни и детски конкурси. Снима се в рекламни клипове. Образът на актрисата дълго време присъства в марките „Ейвън“ и „Магнум“. През 2012 г. става първата турска актриса, избрана за лице на „Лореал“ Париж.
От 2002 г. Джансу започва да се снима в сериали и филми. Телевизионният ѝ дебют е в сериала „Здрач“, където за първи път играе с Кенан Имирзалъолу. През следващите години актрисата се превъплъщава в образа на Назан в комедийния сериал „Метро палас“. Продукцията скоро е свалена от екран поради нисък рейтинг. През 2005 г. Джансу получава ролята на Джейлая в сагата „Есенен пожар“. Сценаристът и режисьор Гюл Оуз я кани да участва в сериала „Завръщане“, който пожънва успех в редица европейски страни. По същото време получава главна роля във филма „Последният отоманец – Поразяващият Али“, където отново си партнира с Имирзалъолу. Лентата е посрещната топло от критиката и зрителите. След завършека на „Завръщане“ Джансу получава роля в психологическата драма „Горчива любов“.
През 2009 г. актрисата изгражда образа на Ейшан в продукцията „Езел“. За ролята Джансу получава номинация за наградите „Исмаил Джем“ за най-добра актриса на годината. След финала на „Езел“ тя става една от най-добре платените актриси в Турция. Успешно се присъединява към кастинга на третия сезон на „Великолепният век“. Там се превъплъщава в ролята на персийската принцеса Ферузе, която се бори за сърцето на султан Сюлейман.

## Личен живот
Джансу Дере има редица връзки с известни мъже. Докато текат епизодите на „Завръщане“, турските таблоиди спрягат любовна връзка между нея и екранния ѝ партньор Мехмет Акиф Алакурт. След снимките обаче Алакурт заявява, че сериалът е последният продукт, който прави с актрисата, поради неприемливото ѝ поведение. Актрисата добавя, че между двамата не може да има дори и приятелство. От своя страна Джансу споделя, че Алакурт е грубиян, с когото се надява повече да не работи.
По време на снимките на „Езел“ актрисата изживява кратка любовна авантюра с екранната си половинка Кенан Имирзалъолу. Има романтична връзка с известния турски карикатурист, актьор и режисьор Джем Йълмаз, която продължава четири години. Двамата стигат до годеж през лятото на 2011 г. Тогава актрисата разбира, че бъдещият ѝ годеник има връзка с нейната колежка и приятелка Аху Яту. Джансу слага край на отношенията между двамата. Няколко месеца по-късно Йълмаз оповестява, че очаква дете и ще се жени за новата си приятелка.

## Филмография
| Година    | Филм                                  | Роля              |        |
| --------- | ------------------------------------- | ----------------- | ------ |
| 2002      | Здрач                                 | Дуру              |        |
| 2003      | Alacakaranlı                          | Ърмак Бозоулу     | Сериал |
| 2004      | Метро палас                           | Назан             | Сериал |
| 2004      | Avrupa Yakası                         | Гост актриса      | Сериал |
| 2005      | Есенен пожар                          | Джейлян           | Сериал |
| 2006      | Завръщане                             | Съла Генджо       | Сериал |
| 2006      | Последният отоманец – Поразяващия Али | Дефне             | Филм   |
| 2006      | Karanlıkta Makyaj                     | Джансу            | Филм   |
| 2006      | Kabuslar Evi: Takip                   | Köylü Esma        | Филм   |
| 2009      | Горчива любов                         | Оя                | Филм   |
| 2009      | Yahşi Batı                            | Мери Лу           | Филм   |
| 2009      | Altın Kızlar                          | Гост актриса      | Сериал |
| 2009      | Totally Spies: Casus Kızlar           | Alex – Mandy      |        |
| 2009      | Езел                                  | Ейшан Тесчан      | Сериал |
| 2011      | El Yazısı                             | Зейнеп            | Филм   |
| 2011      | Behzat Ç. Seni Kalbime Gömdüm         | Сонгюл            | Филм   |
| 2013      | Великолепният век                     | Фирузе Хатуун     | Сериал |
| 2016/2017 | Майка                                 | Зейнеп Гюнеш      | Сериал |
| 2018      | Личност                               | Невра Елмас       | Сериал |
| 2019      | Ферхат и Ширин                        | Бану Каралъ       | Сериал |
| 2020-2022 | Мрежа от лъжи                         | Асия Арслан/Елмас | Сериал |